# Distrito de Opoczno
Opoczno (polaco: powiat opoczyński) es un distrito (powiat) del voivodato de Łódź (Polonia). Fue constituido el 1 de enero de 1999 como resultado de la reforma del gobierno local de Polonia aprobada el año anterior. Limita con otros cuatro distritos: al noroeste con Tomaszów Mazowiecki, al este con Przysucha, al sur con Końskie y al oeste con Piotrków; y está dividido en ocho municipios (gmina): dos urbano-rurales (Drzewica y Opoczno) y seis rurales (Białaczów, Mniszków, Paradyż, Poświętne, Sławno y Żarnów). En 2011, según la Oficina Central de Estadística polaca, el distrito tenía una superficie de 1040,19 km² y una población de 78 268 habitantes.